# 國泰一品大廈
一品大廈是國泰建設建造的集合住宅大樓，緊鄰臺北東區商圈，位居大安區核心地段。基地面積898坪，樓高14層，共計95戶。

## 概要
一品大廈由國泰信託投資股份有限公司興建、程儀賢和彭蔭宣等人設計，1975年9月12日開工，工程期間經常自清晨6時施工至午夜12時，有時半夜也趕工導致附近居民不滿。1977年11月28日竣工落成，為工程造價約新台幣7287萬元的鋼筋混泥土建築，1977年11月7日的初編地址為敦化南路464巷，1991年8月5日整編後的地址為敦化南路一段236巷。預售時每坪開價新台幣六萬元，比區域行情高出一倍，每戶約1000萬元起跳。時任中華民國駐薩爾瓦多大使連戰經由蔡辰男推薦而入手兩戶，從天母遷居於此。十信案後，蔡辰男遷居至岳父在一品大廈的住處，歷年陸續從中古屋市場買回產權，擴充至終已擁五戶。2010年12月，寒舍集團董事長蔡辰洋透過寒溪投資公司買下一戶，使承建商蔡萬春家族成為一品大廈最大住戶。2007年，一品大廈成為臺灣最受矚目的都更案，後因價格問題和住戶同意比率未達標準等因素而未能執行。

## 住戶
一品大廈在宏盛帝寶問世前是當時最知名的高級住宅，除了中華民國前副總統連戰和國泰信託集團理事主席蔡辰男家族外，新光金控董事長吳東進、貿聯開發中航董事長彭蔭剛家族、南僑集團副會長陳飛鵬、皇家季節酒店總裁李銘松和藝人費玉清、張俐敏、李壽全等曾先後同為產權名人。2011年，厚生玻璃董事長徐正青住處淪入法拍，為一品大廈史上首次出現法拍屋；同年藝人庾澄慶向明台產險前董事長林博正購入5樓處所。2019年7月，湯臣集團董事長徐楓耗資2億餘元購入13、14樓兩戶。